# Pentekostalizacja
Treść tego artykułu od 2018-08 może nie być zgodna z zasadami neutralnego punktu widzenia,
ponieważ Artykuł po części narusza PA ze źródeł oraz jest polemiczny, naruszając więc zasadę NPOV i encyklopedyczności.
Dokładniejsze informacje o tym, co należy poprawić, być może znajdują się w dyskusji tego artykułu.
 Po wyeliminowaniu niedoskonałości należy usunąć szablon [[Szablon:Dopracować|]] z tego artykułu.
Pentekostalizacja (od stgr. Πεντηκοστή = Pentekoste – Pięćdziesiątnica) – ogólnoświatowy proces powstawania nowych wspólnot zielonoświątkowych oraz przekształcania wielu innych chrześcijańskich kościołów i związków wyznaniowych w jedną uniwersalną odmianę chrześcijaństwa charyzmatycznego w wymiarze globalnym.
Dynamiczny proces pentekostalizacji (ang. pentecostalization) może być także nazwany „ucharyzmatycznieniem” lub „uzielonoświątkowieniem” religii chrześcijańskiej lub narodzinami chrześcijaństwa pentekostalnego i charyzmatycznego. W wyniku tego procesu, na gruncie tradycyjnych kościołów chrześcijańskich – szczególnie w Afryce, Azji czy Ameryce Południowej – rodzą się nowe wspólnoty, związki wyznaniowe lub sekty o charakterze charyzmatycznym i zielonoświątkowym. Proces głębokiej transformacji na poziomie głoszonej doktryny czy praktykowanych form życia religijnego dokonuje się także wewnątrz wielu tradycyjnych kościołów chrześcijańskich.
Istnieją poglądy, że pentekostalizacja jest poważnym wyzwaniem dla Kościoła katolickiego w Polsce i na świecie. W 2015 Konferencja Episkopatu Polski wydała dwa ważne dekrety, które były reakcją na przenikanie różnych elementów zielonoświątkowych do Kościoła katolickiego. Pierwszy dekret dotyczy zakazu praktykowania tzw. spowiedzi furtkowej, natomiast drugi dokument uznaje za sprzeczną z katolicką wizją świata i człowieka koncepcję grzechów pokoleniowych i uzdrowienia międzypokoleniowego. 
Obserwatorzy społeczności chrześcijańskich uważają, że rozwój wspólnot pentekostalnych jest niezwykle gwałtowny. Ruch zielonoświątkowy narodził się w Stanach Zjednoczonych w 1901. W 2000 wspólnoty zielonoświątkowe na świecie liczyły 100 milionów wyznawców. Obecnie liczbę chrześcijan zielonoświątkowych szacuje się na 600-800 milionów, a w 2025 będzie to już miliard. Gdy chodzi o rzeczywiste praktykowanie religii, a nie tylko formalną przynależność kościelną, już dzisiaj zielonoświątkowcy są największym wyznaniem chrześcijańskim.